# Elite Women's Hockey League 2014-2015
L'Elite Women's Hockey League 2014-2015 è l'undicesima edizione di questo torneo per squadre femminili di club. 

## Formula
Il torneo si svolge tra il mese di settembre del 2014 ed il marzo del 2015. Vi prendono parte squadre provenienti da Austria, Italia, Slovacchia ed Ungheria.
Rispetto alla stagione precedente mancano le ultime due classificate: le slovene HDK Maribor femminile e le austriache WE-V Flyers.
In un primo momento si era iscritta la formazione kazaka dell'Aisulu Almaty, che avrebbe dovuto partecipare al solo primo girone, giocando tutte le partite in trasferta. Tramontata nel corso dell'estate questa ipotesi, si iscrissero al torneo le slovacche dell'HC SKP Bratislava, già vincitrici del torneo nel 2005-2006 e nel 2006-2007.
Ognuna delle sette squadre affronterà le altre per quattro volte nella regular season. Per una vittoria nei tempi regolamentari, la vincente riceveva tre punti; in caso di pareggio si giocava un tempo supplementare, eventualmente seguito, in caso di ulteriore parità, dai tiri di rigore: in questo caso, alla compagine vincitrice sarebbero andati due punti ed uno alla sconfitta.
Venne cambiata la formula dei play-off: non più una final four con semifinali e finali tra le prime quattro classificate della regular season, ma una finale (con gara di andata e ritorno) tra le prime due classificate per la vittoria del titolo, ed una finalina per il terzo posto (sempre con gara di andata e ritorno) tra le classificate al terzo e quarto posto.

## Classifica dellaRegular season
| Pos. | Squadra             | Paese      | PG | V  | VOT | POT | P  | Reti   | Pt. |
| 1.   | Vienna Sabres       | Austria    | 20 | 20 | 0   | 0   | 0  | 130:35 | 60  |
| 2.   | EV Bozen Eagles     | Italia     | 20 | 11 | 2   | 0   | 7  | 72:53  | 37  |
| 3.   | Salisburgo Eagles   | Austria    | 20 | 8  | 2   | 3   | 7  | 49:54  | 31  |
| 4.   | SKP Bratislava      | Slovacchia | 20 | 6  | 2   | 1   | 11 | 52:72  | 23  |
| 5.   | KMH Budapest        | Ungheria   | 20 | 5  | 1   | 3   | 11 | 41:69  | 20  |
| 6.   | Neuberg Highlanders | Austria    | 20 | 2  | 1   | 1   | 16 | 51:112 | 9   |

## Finali

### Finale per il terzo posto

#### Andata
| Egna 7 marzo 2015, ore 16:30 | Salisburgo Eagles | 5 – 1 (1:0, 3:0, 1:1) referto | SKP Bratislava | WürthArena |

#### Ritorno
| Egna 8 marzo 2015, ore 11:00 | Salisburgo Eagles | 3 – 1 (0:0, 1:0, 2:1) referto | SKP Bratislava | WürthArena |

### Finale

#### Andata
| Egna 7 marzo 2015, ore 19:00 | EV Bozen Eagles | 2 – 5 (0:0, 1:1, 1:4) referto | Vienna Sabres | WürthArena |

#### Ritorno
| Egna 8 marzo 2015, ore 14:00 | EV Bozen Eagles | 1 – 4 (0:1, 1:0, 0:3) referto | Vienna Sabres | WürthArena |

L'EHV Sabres Wien vince il suo quarto titolo di campione della EWHL.

## Premi
All-Star-Team
| Attaccanti: | Anna Meixner (Vienna Sabres) – Esther Kantor (Vienna Sabres) – Chelsea Furlani (EV Bozen Eagles) |
| Difensori:  | Regan Boulton (Vienna Sabres) – Gabriela Zitnanska (SKP Bratislava)                              |
| Portiere:   | Paula Marchhart (Salisburgo Eagles)                                                              |

Individuali
- Miglior portiere: Victoria Vigilanti (Vienna Sabres)
- Top Goal Scorer (maggior numero di gol segnati): Anna Meixner (Vienna Sabres)
- Top Scorer (maggior numero di punti segnati): Anna Meixner (Vienna Sabres)